# Rotterdam The Hague Airport

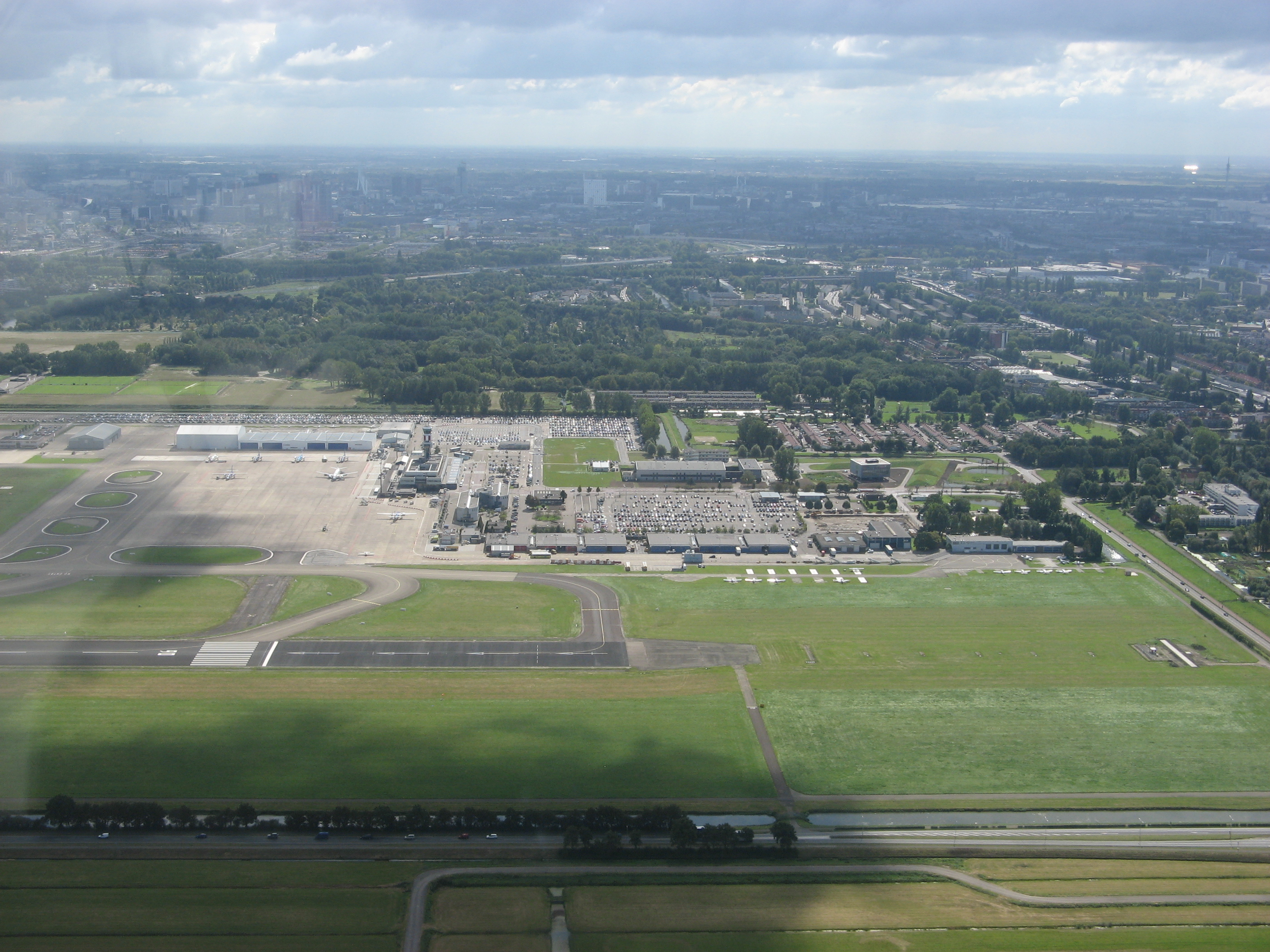
Vanuit de lucht

Rotterdam The Hague Airport (RTHA), voorheen Rotterdam Airport en bij de aanleg in 1956 Vliegveld Zestienhoven genoemd, is sinds eind 2006 na Eindhoven Airport het tweede regionale vliegveld van Nederland, gemeten naar het aantal reizigers. Het vliegveld ligt in de Zestienhovensepolder, net ten noorden van Rotterdam. De luchthaven is eigendom van de Schiphol Group, met als aandeelhouders de Staat der Nederlanden, en de gemeenten Amsterdam en Rotterdam. In 2010 passeerden voor het eerst meer dan een miljoen passagiers de luchthaven, in 2023 was dat ruim twee miljoen.
De luchthaven heet sinds 2010 uit promotionele en interregionale overwegingen van de Metropoolregio Rotterdam Den Haag Rotterdam The Hague Airport. Deze naam zal vooral in het buitenland worden gebruikt.

## Geschiedenis
Sinds 1920 had Rotterdam een eigen luchthaven: Vliegveld Waalhaven. Waalhaven was een burgerluchthaven met lijndiensten op Londen en Parijs. Ook was hier de vliegtuigfabriek van Koolhoven gevestigd. Op 10 mei 1940 werd vliegveld Waalhaven grotendeels verwoest bij het bombardement op Rotterdam. Na het bombardement vernietigden de geallieerden het vliegveld volledig om het onbruikbaar te maken voor de Duitsers. Waalhaven werd na de oorlog niet meer herbouwd.
Rotterdam opende op aandrang van vooral de havenondernemers in 1956 in polder Zestienhoven een nieuw vliegveld. De startbaan was 1300 meter lang. In 1966 werd de startbaan verlengd. Het huidige luchthavengebouw is gebouwd in 1967.

## Inrichting
De luchthaven heeft één startbaan, 06/24. Er zijn geen aviobruggen, er wordt gebruikgemaakt van vliegtuigtrappen. Afhankelijk van de afstand tussen vliegtuig en terminal lopen de passagiers naar het vliegtuig of worden ze met een bus gebracht.
Op de luchthaven is detentiecentrum 'Zestienhoven' gevestigd, bedoeld voor de bewaring van uitgeprocedeerde migranten in afwachting van hun uitzetting uit Nederland.

## Gebruikers
Rotterdam The Hague Airport is een passagiersluchthaven voor lijnvluchten, chartervluchten en zakenvluchten. Incidenteel vindt een vrachtvlucht plaats. Daarnaast wordt de luchthaven gebruikt voor de kleine luchtvaart (lesvluchten, sportvluchten, en rondvluchten). Het vliegveld wordt ook aangedaan door regeringsvluchten.
De luchtvaartmaatschappijen Transavia en BA CityFlyer zijn de grootste gebruikers van de luchthaven. Een aantal Boeing 737's van Transavia heeft hier een vaste standplaats. Sinds eind maart 2014 vliegt BA CityFlyer vier keer per dag tussen Rotterdam en Londen City. 's Zomers wordt de luchthaven door onder andere Corendon Airlines, TUI fly België en TUI fly Nederland benut voor vakantievluchten naar Turkije, Marokko, Griekenland, Spanje en de Canarische eilanden en Kroatië. Sinds december 2018 voert Pegasus Airlines rechtstreekse vluchten uit van en naar Istanboel. Bovendien voeren Flybe en Transavia seizoensgebonden chartervluchten uit naar IJsland, Zweden, Finland en de Kanaaleilanden.
Zakenvluchten vanaf Rotterdam Airport worden uitgevoerd door onder meer JetNetherlands. Ook hebben vier zakenjets van Shell Aircraft er hun basis voor eigen vluchten van oliemaatschappij Shell. Bijzondere vluchten werden tot 2017 uitgevoerd door Tyrol Air Ambulance met gips- en parasolvluchten voor repatriëring van zieke vakantiegangers.
Het vliegveld is ook de thuisbasis van de Vliegclub Rotterdam en de Rotterdamsche Aero Club. Tevens is er een traumahelikopter van het type EC135 T2 (PH-ULP) gestationeerd. Deze wordt uitgebaat door ANWB Medical Air Assistance.

## Vliegbewegingen en passagiers
Het aantal vliegbewegingen (starts en landingen) op het Rotterdamse vliegveld was in 2009 52.905, waarmee bijna 1 miljoen passagiers werden vervoerd. Recordjaar in vliegbewegingen was 2000, toen er ruim 113.000 starts en landingen waren. In 2019 werden ruim 2,1 miljoen passagiers vervoerd.
Sinds 2004 geldt op de luchthaven een slottoewijzing om te mogen landen en opstijgen. Hierdoor kan de beschikbare capaciteit binnen de geluidsruimte op basis van internationale regels verdeeld worden. De slottoewijzing geldt voor vliegtuigen met een startgewicht groter dan 6000 kg en meer dan 19 stoelen; uitgezonderd zijn regeringsvluchten, noodlandingen en humanitaire vluchten. In het jaar 2011 waren er slots beschikbaar voor 21.542 vliegbewegingen.
Ontwikkeling vliegbewegingen en passagiersaantallen
Vanwege een beveiligingsprobleem met de MediaWiki Graph-software is het momenteel niet mogelijk deze grafiek weer te geven. Zodra de software is bijgewerkt zal de grafiek vanzelf weer zichtbaar worden.
| Jaar | Vliegbewegingen | Grote luchtvaart (>6 ton) | Aantal passagiers | Verschil |
| ---- | --------------- | ------------------------- | ----------------- | -------- |
| 1997 | 110.007         | 22.663                    | 490.000           |          |
| 1999 | 107.726         | 25.659                    | 671.385           | +37%     |
| 2000 | 113.518         | 28.541                    | 775.981           | +16%     |
| 2001 | 93.170          | 24.992                    | 826.889           | +7%      |
| 2002 | 86.997          | 22.244                    | 706.460           | −15%     |
| 2003 | 66.943          | 18.260                    | 726.287           | +3%      |
| 2004 | 63.973          | 23.346                    | 1.196.958         | +65%     |
| 2005 | 65.154          | 21.639                    | 1.098.300         | −8%      |
| 2006 | 64.267          | 22.064                    | 1.137.835         | +4%      |
| 2007 | 65.531          | 22.432                    | 1.146.692         | +1%      |
| 2008 | 59.651          | 21.146                    | 1.059.006         | −8%      |
| 2009 | 52.905          | 18.593                    | 991.390           | −6%      |
| 2010 | 52.644          | 17.769                    | 1.000.858         | +1%      |
| 2011 | 53.899          | 17.877                    | 1.158.420         | +16%     |
| 2012 | 48.129          | 17.833                    | 1.298.147         | +12%     |
| 2013 | 50.659          | 21.045                    | 1.590.144         | +22%     |
| 2014 | 49.525          | 21.169                    | 1.687.574         | +6%      |
| 2015 | 50.834          | 21.605                    | 1.692.406         | +0,3%    |
| 2016 | 52.442          | 21.573                    | 1.683.863         | −0,5%    |
| 2017 | 49.962          | 18.575                    | 1.774.976         | +5,4%    |
| 2018 | 53.322          | 20.170                    | 1.943.733         | +9,5%    |
| 2019 | 52.439          | 21.049                    | 2.133.976         | +9,8%    |
| 2020 | 38.578          | 6.337                     | 489.841           | −77,05%  |
| 2021 | 47.098          | 8.307                     | 755.395           | +54,21%  |
| 2022 | 59.320          | 18.383                    | 2.113.342         | +179,77% |
| 2023 | 56.371          | 18.360                    | 2.224.605         | +5,26%   |

## Nachtregime
’s Avonds en ’s nachts gelden beperkingen voor het gebruik van de luchthaven:
- tussen 18:00 en 08:00 uur geldt een verbod voor grote vliegtuigen die te veel lawaai maken;
- tussen 23:00 en 07:00 uur is de luchthaven alleen geopend voor vliegtuigen met technische storingen, reddingsvluchten, spoedeisende medische vluchten (bijvoorbeeld voor orgaandonaties), uitwijkers (vliegtuigen die op de luchthaven van hun bestemming niet kunnen landen door bijvoorbeeld weersomstandigheden), zakelijke personenvluchten met kleinere vliegtuigen, politie en kustwacht;
- tussen 23:00 en 00:00 uur zijn starts en landingen van vertraagde grote vliegtuigen toegestaan (onder bepaalde voorwaarden) en ook landingen van grote toestellen uit de stilste categorie;
- tussen 00:00 en 01:00 uur mogen vertraagde stille grote vliegtuigen landen;
- vanaf 06:00 uur zijn landende positievluchten toegestaan (vliegtuigen die zonder passagiers binnenkomen om na 07:00 uur de dienst te beginnen).

De minister van Infrastructuur en Milieu kan ontheffing verlenen in bijzondere gevallen.
In juli 2004 zijn, op verzoek van de luchthaven en de gemeente Rotterdam, de openingstijden verruimd met een uur. Onder voorwaarden is het alleen voor de modernste - en dus meest geluidsarme - landende vliegtuigen mogelijk tot 24 uur (met uitloop tot 1 uur) te landen zoals hierboven beschreven onder punt 3 en 4. Na de maatregel steeg het aantal klachten over geluidsoverlast explosief.

## Bereikbaarheid

### Openbaar vervoer

#### Buslijn 33
Tussen station Rotterdam Centraal, het vliegveld en metrostation Meijersplein rijdt buslijn 33. De buslijn sluit op het station aan op metrolijn E. Op deze manier is de luchthaven voor de OV-reiziger in combinatie met RandstadRail relatief goed bereikbaar. De bus rijdt overdag 6x/uur, in het weekeinde 4x/uur en 's avonds 3x/uur. In het weekend rijdt niet elke dienst verder naar Meijersplein en is het vliegveld het eindpunt van de lijn.

## Technische informatie

### Communicatie
| Rotterdam ATIS     | VHF 128.565 MHz                      |                 |
| Approach           | VHF 122,990 MHz                      |                 |
| Tower              | VHF 118,205 en 119,705 MHz (back-up) | UHF 362.875 MHz |
| Rotterdam Delivery | VHF 122,180 MHz                      |                 |

### Alarmcodering hulpdiensten
Alarmeringen van hulpdiensten kunnen volgens de alarmregeling van Luchthaven Rotterdam in verschillende vormen voorkomen: oplopend van VOR 1 tot VOR 7. 'VOR' staat hierbij voor 'Vliegtuig Ongeval Rotterdam'; het cijfer geeft oplopend de zwaarte van het alarm aan:
- VOR 1 - Voorzorgslandingen of klein incident.
- VOR 2 - Noodlanding van een vliegtuig met maximaal 6 personen aan boord.
- VOR 3 - Noodlanding van een vliegtuig met 7 tot maximaal 54 personen aan boord.
- VOR 4 - Noodlanding van een vliegtuig met meer dan 54 personen aan boord.
- VOR 5 - Crash van een vliegtuig met maximaal 6 personen aan boord, of een ongeluk met een vliegtuig met maximaal 6 personen aan boord onderweg van of naar of op een afhandelingspositie.
- VOR 6 - Crash van een vliegtuig met 7 tot maximaal 54 personen aan boord, of een ongeluk met een vliegtuig met 7 tot maximaal 54 personen aan boord onderweg van of naar of op een afhandelingspositie.
- VOR 7 - Crash van een vliegtuig met meer dan 54 personen aan boord, of een ongeluk met een vliegtuig met meer dan 54 personen aan boord onderweg van of naar of op een afhandelingspositie.

Doel van deze codering is dat alle betrokken hulpdiensten direct weten met welk type ongeval zij rekening moeten houden. Vooraf zijn per code inzetscenario's vastgesteld, zodat bijvoorbeeld direct een groot aantal ambulances wordt gealarmeerd. Elke luchthaven heeft zijn eigen alarmregeling. Zo is de alarmregeling van Schiphol (VOS) geheel afwijkend.

### Navigatiehulpmiddelen
- Het VOR-DME-radiobaken RTM (110,4 MHz CH41) staat 1,8 NM (3,3 km) noordoostelijk van het veld. Dit baken heeft sinds oktober 2020 geen ATIS meer. De ATIS zender zit op VHF 128,565 MHz.
- Het Instrument-landingssysteem ILS24 RSV bestaat uit een localizer (110,9 MHz), een glidepath (330,8 MHz) en een DME24 Distance Measuring Equipment met ident 'RSV' dat 'frequency paired' is met de localizer. (CH46x)
- Het Instrument-landingssysteem (ILS06 ROS) van baan 06 bestaat uit een localizer (109,1 MHz), een glidepath (331,4 MHz) en een DME06 Distance Measuring Equipment met ident 'ROS' dat 'frequency paired' is met de localizer. (CH28x)
- ILS06-systeem heeft een classificatie I/C/1 en is cat. 1.
- ILS24-systeem heeft een classificatie I/T/I en is cat. 1 extended.

## Bestemmingen
Naar de volgende bestemmingen wordt gevlogen vanaf Rotterdam:
| Maatschappij                  | Bestemmingen |
| ----------------------------- | --- |
| BA Cityflyer                  | Londen (LCY) |
| Corendon Airlines             | Antalya, Kayseri, Konya |
| Corendon Dutch Airlines       | Nador |
| Freebird Airlines             | Antalya, Kayseri, Konya |
| Pegasus Airlines              | Antalya, Istanboel (SAW), Kayseri |
| SunExpress                    | Antalya |
| Swiss International Air Lines | Zürich |
| Transavia                     | Akureyri, Al Hoceima, Alicante, Almería, Barcelona, Bastia, Bergerac, Brindisi, Dubrovnik, Edinburgh, Faro, Fez, Genève, Girona, Gran Canaria, Heraklion, Ibiza, Innsbruck, Korfoe, Kos, Lissabon, Málaga, Milaan/Bergamo, Montpellier, Nador, Palermo, Palma de Mallorca, Perugia, Pula, Rome (FCO), Rovaniemi, Salzburg, Skellefteå, Split, Tanger, Tenerife-Zuid, Toulon, Valencia, Zadar |
| TUIfly                        | Antalya, Arrecife/Lanzarote, Fuerteventura, Gran Canaria, Heraklion, Kittilä, Kuusamo, Kos, Marrakesh, Oujda, Palma de Mallorca, Rhodos, Tenerife-Zuid, Zakynthos |